# Tutti i numeri del sesso
(Tagline del film)
Tutti i numeri del sesso (Sex and Death 101) è un film del 2007 scritto e diretto da Daniel Waters.

## Trama
Roderick Blank è un uomo di successo, appagato sia a livello lavorativo che personale, ma la sua vita verrà sconvolta da una misteriosa e-mail in cui sono elencate tutte le donne con cui ha fatto sesso ma anche tutte quelle con cui lo farà in futuro. La lista è infallibile e scopre che se una donna non compare in essa non potrà essere nulla di più che una semplice amica.
Un giorno scopre che una psicopatica che seduce gli uomini per poi drogarli e ucciderli è l'ultima donna della sua lista.